# Ficedula strophiata
Papa-moscas-de-colar-ruivo ou papa-moscas-degolado (Ficedula strophiata) é uma espécie de ave da família Muscicapidae.
Pode ser encontrada nos seguintes países: Bangladesh, Butão, China, Hong Kong, Índia, Laos, Myanmar, Nepal, Tailândia e Vietname.
Os seus habitats naturais são: regiões subtropicais ou tropicais húmidas de alta altitude.